# UNOTIL-medaille
De UNOTIL-medaille was verbonden aan deelname aan UNOTIL, codenaam voor "United Nations Office In Timor Leste", een vredesoperatie van de Verenigde Naties in Oost Timor. 
De deelnemers hadden recht op een onderscheiding, een van de Medailles voor Vredesmissies van de Verenigde Naties. De bronzen UNOTIL Medaille werd aan een blauw lint met een brede wit-zwart-geel- breed rood-geel-zwart-witte baan in het midden gedragen lint op de linkerborst gedragen.